# Aedes dentatus
Aedes dentatus är en tvåvingeart som beskrevs av Theobald 1904. Aedes dentatus ingår i släktet Aedes och familjen stickmyggor. Inga underarter finns listade i Catalogue of Life.